# Camí dels Muntanyants
Camí dels Muntanyants, Camí dels Muntanyans, Camí dels Muntanyencs o els Muntanyans, depenent de la font consultada, és una entitat de població del municipi d'Alcover, Alt Camp. L'any 2005 tenia 33 habitants.
Es troba al nord-est del nucli urbà d'Alcover, prop de La Borquera i de Serradalt. L'ajuntament d'Alcover i altres fonts la consideren una urbanització.